# Urbán Gábor (labdarúgó)
Urbán Gábor (Budapest, 1984. december 30. –) magyar labdarúgó.

## Pályafutása

### MTK
Urbán Gábor 2005-ben került az MTK felnőtt csapatához, de első bajnoki idényében csak hétszer kapott lehetőséget, abból hatszor csereként. Első élvonalbeli mérkőzését 2005. szeptember 25-én nevelőegyesülete, a Ferencváros elleni örökrangadón játszotta, ahol a szünetben állt be.
A 2006/2007-es évben is rendre csak csere volt Hrepka, Németh és Pál mögött, mindössze 9 alkalommal lépett pályára, de a Paks ellen megszerezte első élvonalbeli gólját, 2006. szeptember 10-én. A szezon végén ezüstérmet ünnepelhetett csapatával.
2007-ben Németh és Hrepka távoztával elsőszámú gólfelelőse lett a csapatnak, s az UEFA-kupában mutatott jó játékával, robbanékonyságával be is robbant köztudatba. A 2007/08-as idényben összesen 17 gólig jutott, mellyel házi gólkirály lett és az előkelő második helyet foglalta el a bajnoki összesített góllövőlistán. A bajnokság végén aranyérmes lett az MTK-val.
A 2008/09-es idényben csapatával 7. helyen zárt. Összesen hét gólt szerzett, 18 fellépésén.

### Paksi FC
2009 nyarán igazolt a Paksi FC csapatához kölcsönbe. Az őszi idény során 9 mérkőzésen lépett pályára, de gólt nem szerzett.
Tavasszal 5 mérkőzés alatt szintén eredménytelen maradt.

### Kecskeméti TE
2011 augusztusában 3 éves szerződést kötött a KTE csapatával. Mindössze egy alkalommal lépett pályára a Kecskemét csapatában és 2011 decemberében a klub jelezte, hogy nem tart igényt Urbánra.

### Szigetszentmiklósi TK
2012 februárjában a Szigetszentmiklós csapatához szerződött.

### Monor SE
2016 nyarától két szezonon át a Monor SE játékosa volt. 2018 nyarán az Alsónémedi SE játékosa lett.

## Sikerei, díjai
MTK
- Magyar bajnokság
  - bajnok: 2007–08
  - ezüstérmes: 2006-07

Paksi FC
- Ligakupa-döntős: 2010

## Külső hivatkozások
- Urbán Gábor (magyar nyelven). hlsz.hu
- Urbán Gábor (magyar nyelven). mlsz.hu